# اندیس سیلیس دشت‌ده
سیلیس دشت ده* یک اندیس غیرفلزی است که در  استان یزد قرار دارد و مادهٔ معدنی موجود در آن، سیلیس است.سنگ میزبان این اندیس شیست است و دیرینگی آن به دوران ژوراسیک می‌رسد. 